# Франсуаза-Атенаїс де Монтеспан
Франсуаза-Атенаїс де Рошешуар де Мортемар (фр. Françoise ("Athénaïs") de Rochechouart; (5 жовтня 1640 , Люссак-ле-Шато  — 27 травня 1707 , Бурбон-л'Аршамбо )), відома як маркіза де Монтеспан (фр. Marquise de Montespan) або мадемуазель де Тонне-Шарант (фр. Mademoiselle de Tonnay-Charente) — офіційна фаворитка короля Франції Людовика XIV в період з 1667 по 1683 роки, мати його сімох дітей.
Мадам де Монтеспан, що належить до одного з найстародавніших дворянських родів Франції, дому Рошешуар, мала неофіційний титул «істинної королеви Франції» через свій величезний вплив на королівський двір у період своїх романтичних стосунків з королем Людовиком XIV.
Її «панування» при французькому дворі тривало понад 10 років; приблизно з 1667 року, коли вона вперше танцювала з 29-річним Людовиком XIV на балу в Луврі, влаштованому молодшим братом короля Філіппом Орлеанським, і аж до її ймовірної участі в гучному скандалі з отруєннями наприкінці 1670-х — на початку 1680-х років.
Серед її нащадків кілька європейських королівських династій — Іспанії, Італії, Болгарії та Польщі.

## Дитинство та молодість
Франсуаза де Рошешуар де Мортемар народилася 5 жовтня 1640 року в шато Люссак на території сучасного французького департаменту В'єнна (регіон Пуату — Шаранта). Охрестили її того ж дня. Франсуаза (пізніше, під впливом преціозної течії мистецтва, вона взяла собі ім'я Атенаїс) походила від двох знатних французьких домів — її батьком був Габріель де Рошешуар, маркіз де Мортемар (герцогство з 1663 року), князь Тонне -Шарант, а матір'ю де Грансень (фр. Diane de Grandseigne), фрейліна королеви Франції Анни Австрійської . У дівоцті юна Франсуаза носила титул мадемуазель де Тонне-Шарант.
Рідні сестри та брат Франсуази:
- Габріела (1633—1693), що служила все життя придворною дамою, відома як мадам де Тіанж,
- Луї Віктор (25 серпня 1636—1688), відомий як герцог Вівонн, приятель Людовіка XIV у дитинстві.
- Марі Мадлен Габріела Аделаїда (1645—1704), яка мала прізвисько «королева абатіс» завдяки своїй спорідненості з Франсуазою.

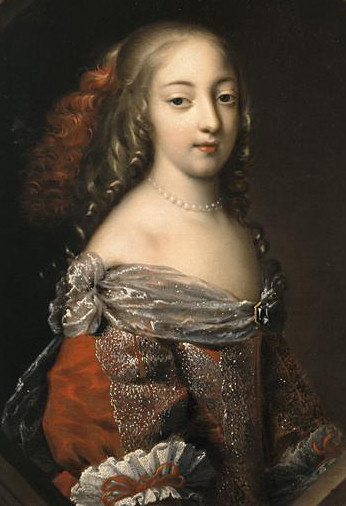
Мадемуазель де Тонне-Шарант (бл. 1660); колекція Версаля

Від свого батька вона успадкувала знамениту фамільну дотепність Мортемарів. У дитинстві вона часто подорожувала зі своєю матір'ю між сімейними володіннями та королівським двором у Парижі. Після досягнення 12-річного віку Франсуазу віддали на навчання до жіночого монастиря святої Марії в шарантському Сенті, де на 10 років раніше навчалася її старша сестра Габріела. Франсуаза відрізнялася великою побожністю і приймала причастя щотижня.
18-річна Франсуаза вийшла з обителі у 1658 році, маючи титул Мадемуазель де Тонне-Шарант .
Незабаром вона прибула до королівського двору Франції завдяки протекції королеви-матері Анни Австрійської (а також завдяки тітці, Ганні де Рошешуар де Мортемар (фр. Anne de Rochechouart de Mortemart, яка була партнером королеви з ігор). У 20-річному віці дівчина вступила на службу фрейліною до Генрієти Стюарт, дружини Філіппа Орлеанського, молодшого брата короля Людовіка XIV. Пізніше, завдяки старанням своєї матері перед королевою-матір'ю Анною Австрійською, Франсуаза стає фрейліною молодої королеви Марії Терезії.

### Шлюб
22-річна Франсуаза 28 січня 1663 стала дружиною Луї Анрі де Пардайана де Гондрена (фр. Louis Henri de Pardaillan de Gondrin), маркіза де Монтеспана (1640—1691), молодшого сина у своїй сім'ї, завзятого картяра і марнотрата, гульвісу та знаного бабія. За деякими джерелами Франсуаза була закохана в Луї де Ла-Тремуйля, сина видного діяча Фронди герцога де Нуармутьє, але після невдалої дуелі той був змушений виїхати до Іспанії, а Франсуазу заручили з Монтеспаном.
Весільна церемонія проходила в паризькій церкві Сент-Есташ.
Менш ніж через 10 місяців після весілля Франсуаза народила першу дитину, доньку Марі-Крістіну. Вже за два тижні після пологів Франсуаза танцювала на балу при дворі. А приблизно через рік вона народила свою другу дитину, сина Луї Антуана:
- Марі-Крістіна де Гондрен де Монтеспан (17 листопада 1663—1675), яка померла в юності в шато де Боннфон, одному з батьківських замків у Гасконі.
- Луї Антуан де Пардаян де Гондрен (5 вересня 1665 — 2 листопада 1736), маркіз, а потім і герцог д'Антен. Луї Антуан згодом добре товаришував із позашлюбними синами Франсуази від короля Людовіка XIV, Луї-Огюстом та Луї-Александром.

Подружня пара жила в Парижі в скромному будинку неподалік Лувру, що дозволяло мадам де Монтеспан легко з'являтися при дворі і виконувати обов'язки фрейліни герцогині Орлеанської. Дуже швидко за нею закріпилася слава красуні королівського двору. Але краса була далеко не єдиною чеснотою маркізи. Вона була освіченим і приємним співрозмовником, чиєю майстерністю захоплювалося багато спікерів тієї епохи, у тому числі Мадам де Севінье та мемуарист Сен-Сімон . До того ж вона намагалася бути в курсі поточних державних і політичних подій. Все це разом робило її виключно привабливою в очах владних осіб Франції. Вже тоді багато шанувальників прагнули її прихильності, серед яких відзначені граф Фронтенак і маркіз де Лафар.
Але вона була одружена з нестримним гасконцем. Маркіз, будучи чоловіком Франсуази, не збирався миритися з її зрадою і влаштував великий скандал при дворі, дізнавшись про її стосунки з королем. Він несподівано прибув до Сен-Жерменського палацу в прикрашеній справжніми оленячими рогами кареті і прилюдно звинуватив дружину в невірності. Маркіз де Монтеспан був негайно ув'язнений у паризьку в'язницю Фор-Левек, а потім висланий до себе на батьківщину, в Гасконь, де він і знаходився аж до своєї смерті в 1691 році. Щоб показати своє ставлення до невірної дружини, він поховав порожню труну, а на надгробку наказав написати ім'я дружини. Після подібної витівки король наполяг на розлученні фаворитки та маркіза.

## Офіційна фаворитка короля Франції

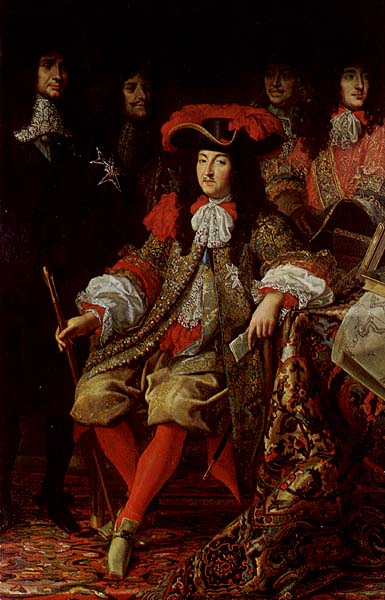
Людовік XIV (1667); Колекція Версалю

Восени 1666 року 26-річна Франсуаза була представлена 28-річному королю Людовіку XIV. Спочатку король не звернув уваги на Франсуазу, закоханий у свою 22-річну фаворитку Луїзу де Лавальєр, яка служила фрейліною при тій же Генрієтті Стюарт. Згодом король, буваючи у своєї фаворитки Лавальєр, часто зустрічав Франсуазу і звернув увагу на її дотепні висловлювання, невимушені та життєрадісні. Поступово, Франсуаза здобула увагу Людовіка XIV. Маркіза стала фавориткою короля у травні 1667 року. Жива, грайлива, манірна, вона зачаровувала своєю поведінкою, доповнюючи свої слова насмішкуватими, колкими й дотепними жартами, що не щадили нікого. Франсуаза успадкувала горезвісну сімейну «дотепність Мортемарів». При цьому вона була прямолінійна та набожна.
Незабаром придворним стала очевидна глибока близькість відносин між Франсуазою та королем. Її апартаменти знаходилися поблизу апартаментів монарха, і проникливі придворні легко знайшли пояснення, чому обидва персонажі одночасно були у товаристві королеви. Чинна фаворитка, Луїза де Лавальєр, незабаром усвідомила, що її місце у серці короля Людовіка тепер належить інший. Але королева Марія Терезія не допускала такої думки щодо себе. Мадам Монтеспан змогла переконати королеву у своїй чесноті.
У 1670 році становище Франсуази було розкрито публічно, оскільки під час подорожі двору до Фландрії вона перебувала в кареті короля та королеви. Згідно з протоколом, коли вона піднімалася в карету, її дверцята оточували чотири гвардійці.
У свою чергу, Луїза де Лавальєр не хотіла поступатися своїм місцем. Кохаючи короля, колишня фаворитка стійко переносила всі тягарі, що настали: холодне ставлення свого коханого, глузування своєї сильної суперниці, байдужість придворних. Лише 1674 року Луїза де Лавальєр покинула королівський двір. Мадам Монтеспан, народивши вже п'яту позашлюбну дитину, була удостоєна титулу офіційної фаворитки короля Франції Людовіка XIV.
Наступного, 1675 року, помер батько офіційної фаворитки, проникливий і майстерний придворний, герцог де Мортемар.
Роки слави Франсуази супроводжувалися кризами, оскільки маркіза була примхливою, владною, марнотратною, мала пристрасні амбіції та гарячу заздрість. Вона влаштовувала скандали навіть королю. Побоюючись прагнень короля Людовіка до нових почуттів, мадам Монтеспан на якийсь час змогла скасувати існування інституту фрейлін королеви, оскільки в нових юних персонажах, що вступають на службу, вона бачила своїх суперниць, а також, щоб зберегти в таємниці появу на світ її дітей від Людовіка XIV.

### Розкішне правління

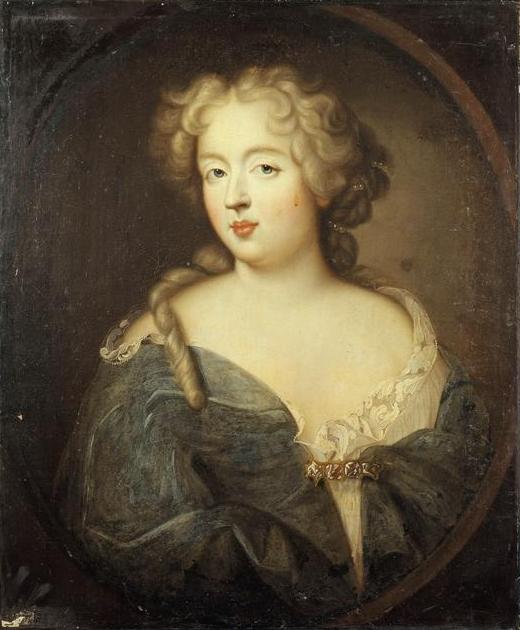
Портрет мадам де Монтеспан (бл. 1675)

Вплив фаворитки на короля невдовзі переріс у її вплив абсолютно на всі справи королівства. Вона мала безліч способів впливати на короля і її прихильності шукали численні міністри та придворні. Вони прагнули отримати її порад і зважали на її думку. Людовік XIV, який вважав Франсуазу легковажною і забудькуватою, представляв її своїм міністрам як дитину. Присутня на засіданнях Королівської ради, ця «дитина» дізналася багато державних таємниць.
Мадам де Монтеспан з таким же захопленням цікавилася розкішними надмірностями, які в період її милості, поширилися дуже широко, вона пом'якшила суспільні звичаї (і, можливо, зіпсувала їх), надала додаткового імпульсу розвитку торгівлі та виробництва, а також заохочувала таланти майстрів красних мистецтв. Можна припустити, що саме вона сприяла розвиткові в Людовіка XIV смаку до великих звершень і розкішної пишноти. Король погодився побудувати під Версалем чудовий палац Кланьї, де маркіза створила навколо своєї особи блискучий двір, серед якого переважала дотепність. Мадам де Монтеспан надавала протекцію французьким поетам та драматургам Жану де Лафонтену, Мольєру та Філіппу Кіно.
Епоха мадам де Монтеспан вважається найблискучішим і найславетнішим періодом у роки правління короля-сонця.
При цьому маркіза постаралася покращити становище своїх родичів. Так, король призначив її батька губернатором Парижа (1669), її брата герцога Вівонн — маршалом Франції (1675), а її молодша сестра Марі Мадлен одержала посаду абатиси багатого монастиря Фонтевро (1670).

### Апартаменти у Версалі

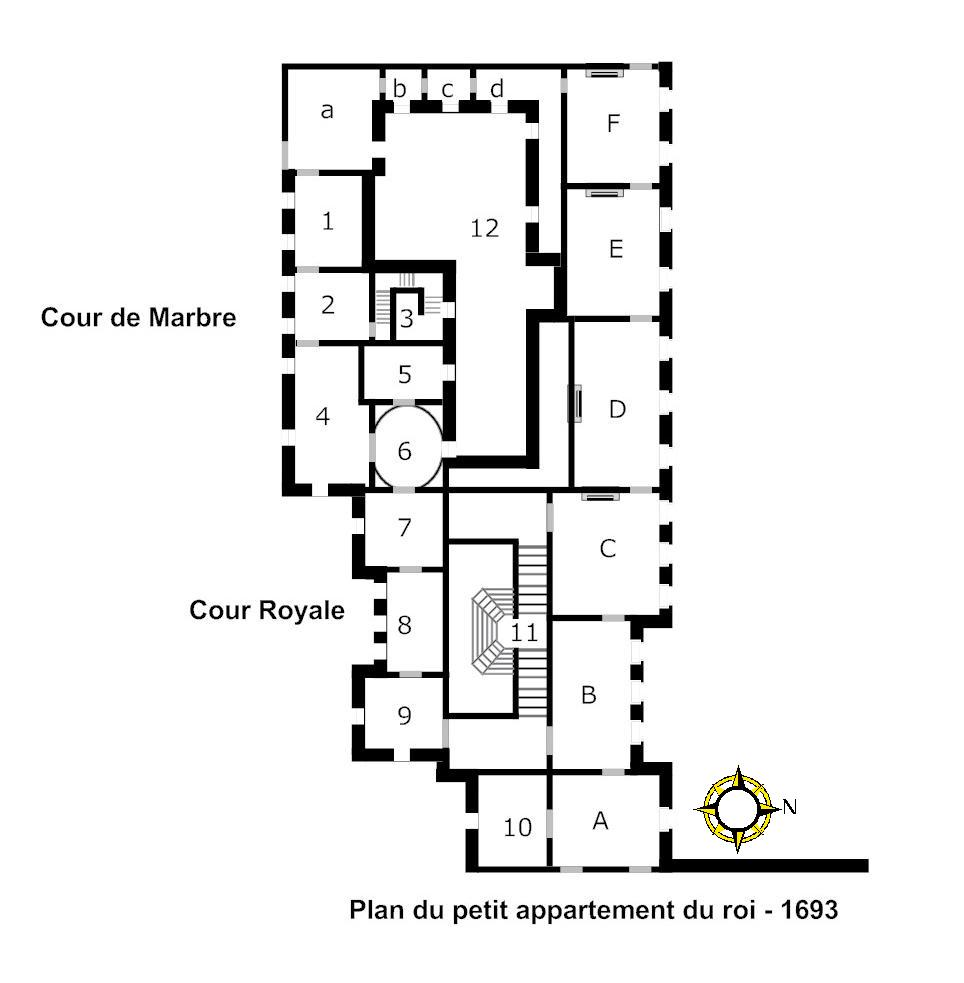
План північного крила Версаля (1693); колишні апартаменти мадам Монтеспан відзначені цифрами 7, 8 та 9

Для розміщення мадам де Монтеспан, яка вже міцно панувала в серці Людовіка XIV, у 1669 році у Версалі було вирішено побудувати нове крило в північній частині будівлі, що з'єднувало старий кутовий флігель палацової каплиці з Міністерським флігелем . Приміщення апартаментів знаходилися на другому поверсі, безпосередньо біля парадних Сходів Послів, і всі 5 вікон апартаментів виходили прямо на Королівську площу палацу. Декорування апартаментів було завершено в 1671 році, і з самого початку в них було влаштовано розкішну галерею з мармуровими бюстами та колонами. Згодом ці приміщення неодноразово будуть повністю перебудовані і тому достовірні дані про внутрішнє оформлення апартаментів, візерунки золочення стінних панелей, розміщення меблів у наш час відсутні  .
У 1685 році через те, що вплив маркізи де Монтеспан поступово втрачався через приписувану їй участь у « Справі про отруту», король приєднав займані нею приміщення до своїх Малих апартаментів, а саму фаворитку переселив до Банного кабінету на другому поверсі  . На місці її шикарної галереї Міньяр за завданням Людовіка XIV облаштував галерею, призначену для розміщення полотна Мони Лізи  .
В даний час у Версалі на місці апартаментів мадам де Монтеспан на другому поверсі палацу розташовані Кабінет золотого сервізу, Бібліотека Людовіка XVI та Порцелянова їдальня .

### Позашлюбні діти
Фактично в короля Людовика XIV і мадам де Монтеспан було семеро дітей, з яких 6 згодом узаконили (без згадки імені матері), а зрілого віку досягло четверо з них.

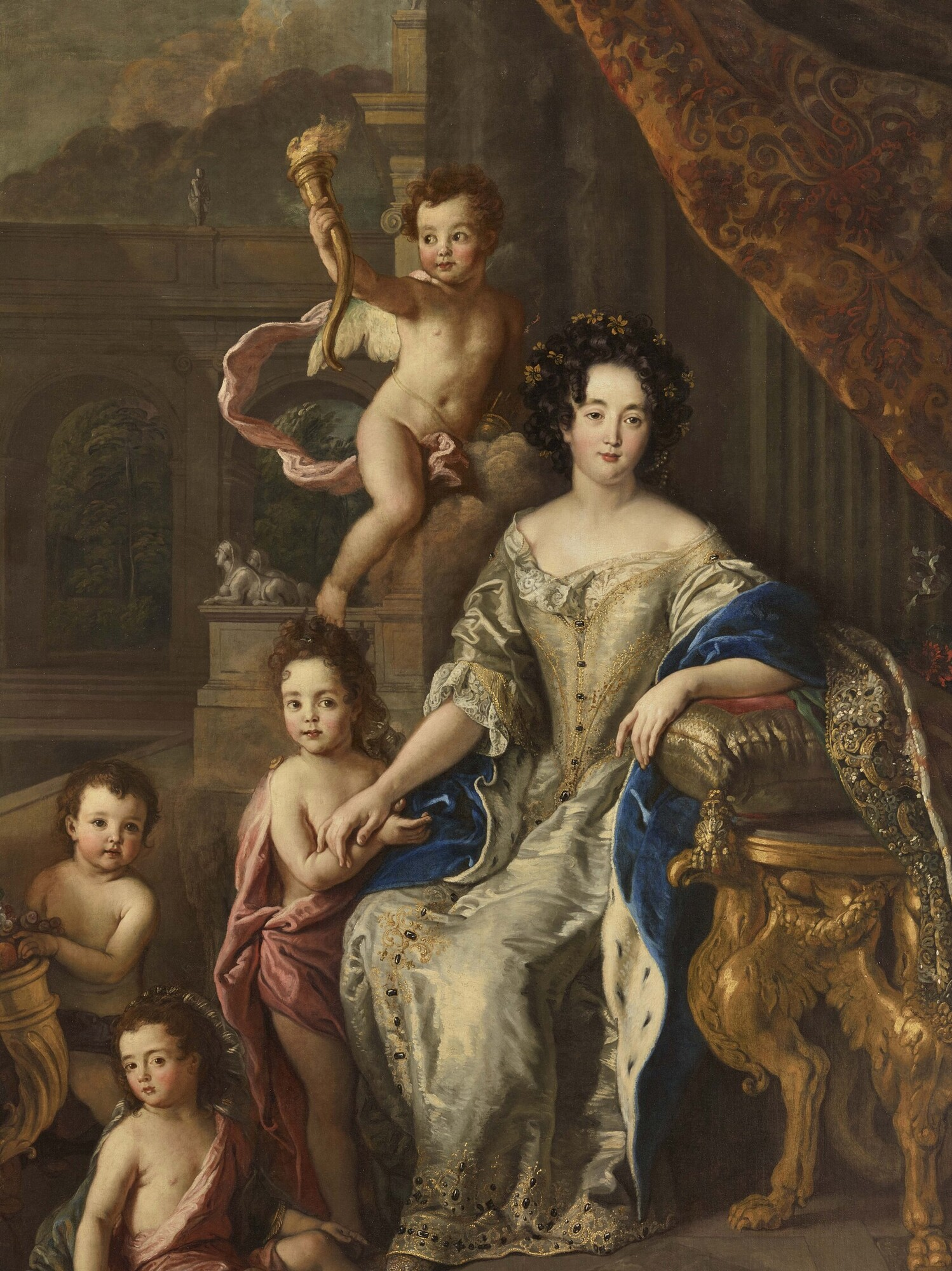
Маркіза де Монтеспан з чотирма дітьми, визнаними власними Людовіком XIV і одержали прізвище Бурбон.
З картини художника Шарля де Лафосса, 1677, Версальський палац

Народження першої дитини тримали в секреті, і в наш час немає єдиної думки навіть про стать цієї дитини. Імовірно, дитина народилася (народився) 1669 року і вже 1672 року помер. Другого із семи дітей мадам Монтеспан принесла королю у березні 1670 року. То справді був хлопчик, Луї-Огюст (1670—1736), та її виховання доручили приятельці мадам де Монтеспан, вдові поета Поля Скаррона (згодом стала відомою під ім'ям мадам Ментенон). Для розміщення новонародженого та мадам Скаррон король купив невеликий будинок у селі Вожирар. Згодом, маркізі набридла така важка делікатність, і вона припинила приховувати від громадськості своїх дітей.
У 1673 році троє живих дітей Людовика XIV були узаконені королем та їм було надано королівське прізвище Бурбон. Однак у документах легітимізації ім'я їхньої матері не згадувалося. Ймовірно, причиною цього був шлюбний статус мадам де Монтеспан, і якби їх мати вказали офіційно, її законний чоловік, маркіз Монтеспан, міг заявити юридичні права на позашлюбних дітей короля і Франсуази. Король наділив узаконених дітей титулами — найстарший, Луї-Огюст де Бурбон, став герцогом Менським; друга дитина, Луї-Сезар де Бурбон, стала графом Вексен; а третя, Луїза Франсуаза де Бурбон, здобула титул Мадмуазель де Нант. Оскільки мадам де Монтеспан більшу частину свого часу віддавала круговерті придворного життя, її троє дітей не часто спілкувалися зі своєю матір'ю, і більшість їхніх дитячих років пройшла у товристві виховательки, мадам Скаррон.
У 1674 році королівський генеральний прокурор за підтримки шести суддів у Великому Шатлі оголосив про офіційне припинення шлюбу з її чоловіком.
Згодом прихильність Людовика почала слабшати, і мадам де Монтеспан сильно переживала з цього приводу. Згідно з переказами, вона навіть звернулася до чорної магії, щоб повернути прихильність короля.
Через її першорядну роль у королівській зраді Людовика католицька церква вороже сприймала фаворитку. У 1675 році священик Лекюєр відмовив їй у відпущенні гріхів, яке необхідне кожному католику для прийняття великоднього причастя. Король намагався впливати на служителів церкви, але ті виявилися глухими до його прохань.
Після нетривалого охолодження король і мадам де Монтеспан відновили свої відносини,  і в них народилося ще двоє дітей — в 1677 році — Франсуаза-Марія, Мадемуазель де Блуа, і в 1678 році — Луї-Александр, граф Тулузький . Обидва були узаконені в 1681 році.

## Скандал з отруєннями та опала
Нашуміла Справа про отруту, яка розгорілася з новою силою у вересні 1677 року, стала занепадом епохи володарювання мадам Монтеспан. Довгий час передбачалася участь Франсуази у цьому гучному скандалі з отруєннями, проте доказових звинувачень мадам Монтеспан не висували. Розслідування випадків отруєння було доручено першому начальнику паризької поліції та старшому судді королівського двору Габріелю Ніколя де Ла Рейні і він зумів отримати багато фактів, що свідчили проти мадам Монтеспан. Декілька в'язнів свідчили про те, що вона давала королю афродизіаки без його відома, замовляла чорні меси, на яких приносили в жертву немовлят, а також про те, що вона прагнула смерті короля. Катрін Монвуазен, яка звинувачувалася в тому, що вона постачала отруту своїм клієнтам з-поміж французької знаті, назвала і маркізу де Монтеспан серед них. Однак очевидна суперечливість цих свідчень говорила про невинність королівської фаворитки. Тим не менш, у короля і придворних з'явилася деяка настороженість щодо мадам Монтеспан, оскільки ім'я її служниці, мадемуазель Дез-Ойє, дуже часто згадувалося свідками у контексті звинуваченої Ла Вуазен.
Підозра в тому, що мадам Монтеспан могла бути здатна на вбивство, змусила короля звернути свою увагу на іншу красуню Анжеліку де Фонтанж. У 1678 році 40-річний Людовік XIV шалено закохався в прекрасну Анжеліку де Фонтанж, якій виповнилося 17 років. Вона з'явилася при дворі за протекцією самої ж мадам Монтеспан, яка намагалася втримати короля при собі, представивши йому юну наївну дівчину. Проте вийшло інакше. Мадемуазель де Фонтанж дуже швидко завагітніла, але народила раніше терміну і хлопчик не вижив. Вже тоді вона захворіла, що повільно послаблювало її здоров'я з кожним днем, і в 1681 році вона померла. Таким чином, ця передчасна смерть також потрапила до розслідування в рамках «Справи про отруту». Засмучена ще однією сумною історією, маркіза була залишена королем.
Згодом мадам Монтеспан повнішала і її краса згасала. А король Людовик XIV з віком став відчувати прагнення до більш спокійного і благочестивого життя, до чого його також всіляко заохочувала мадам Ментенон, яка згодом стала подругою короля. Вихователька позашлюбних дітей короля, закликавши на допомогу свою чисту репутацію, обрала шлях релігійності та моральності, щоб уберегти Людовика від його помилок. Суворі умовляння мадам Ментенон вразили короля своєю обґрунтованістю; проте звиклий до отримання насолод, він спочатку захоплювався мадам Монтеспан, а потім жалкував про свою слабкість у присутності мадам Ментенон. Через це виникали взаємні ревнощі між двома жінками. Людовику XIV довелося особисто втручатися в їхні сварки щоб досягти примирення, але наступного дня чвари спалахували з новою силою.

### Вигнання
Починаючи з 1683 року мадам Монтеспан втратила статус офіційної фаворитки короля, проте, не наважуючись піти від Людовика, вона жила при дворі ще 8 років. 43-річна мадам Монтеспан дотримувалася колишнього способу життя, беручи участь у великих святах і живучи на широку ногу. Навіть після скандальних підозр, що розділили Людовика XIV та мадам Монтеспан, король продовжував щодня відвідувати її кімнати у Версалі. Проникливість, чарівність і вміння пожвавити розмову, властиві мадам Монтеспан, трохи згладжували її нове становище відкинутої лідерки.
В 1685 році її донька Мадмуазель де Нант стала дружиною Бурбонського герцога Людовіка III Бурбон-Конде. У 1692 році її син герцог Менський узяв за дружину внучку Великого Конде, а ще одна її донька, Франсуаза-Марія, вийшла за племінника короля, герцога Шартрського . Вона пишалася вдалими шлюбами своїх дітей. Втім, король самостійно планував ці шлюби, завдяки чому позашлюбний, але узаконений син, герцог Менський отримував можливість зійти на престол Франції у разі припинення роду Бурбонів і, на випадок своєї смерті, він розпорядився, щоб герцог Менський та його брат граф Тулузький забезпечували регентство майбутнього Людовика XV.
У 1691 році, коли придворний священик Жак Боссюе розповів королеві про те, що мадам Монтеспан звернулася до нього з проханням допомогти залишити двір та переїхати до монастиря, Людовик XIV відповів: «З радістю!»  Таким чином, повністю втративши прихильність короля, в 1691 році мадам Монтеспан у 51-річному віці, отримавши кошти в сумі 500 000 франків, пішла в паризьку жіночу обитель Filles de Saint-Joseph (Доньки святого Йосипа), засновану нею ж у будинках № 10 — 12 по вулиці Сен-Доменік в сучасному VII окрузі Парижа .
Цього ж року у себе на батьківщині в Гасконі помер колишній чоловік мадам Монтеспан Луї Анрі де Пардаян де Гондрен.

## Пізні роки
Проживши в опалі понад півтора десятиліття, мадам Монтеспан жертвувала великі суми лікарням та притулкам. Також вона залишалася покровителькою літературних талантів.

### Смерть
Останні роки її життя пройшли у суворому покаянні. Вона померла 27 травня 1707 року на 67-році життя, приймаючи лікувальну ванну на термальному курорті Бурбон-л'Аршамбо в родовому гнізді Бурбонів в Оверні, де вона знаходилася на лікуванні. Три молодші дитини непідробно тужили за померлою матір'ю. Примітно, що 68-річний король заборонив усім її дітям носити жалобу після смерті матері.
Її поховали в каплиці кордельєрів у Пуатьє поряд із могилою суворої та набожної матері Франсуази, Діани де Грансень. В наш час тут знаходиться торговий центр Кордельєр, де помітні залишки колишньої каплиці.

### Ставлення до вісті про смерть
Герцогиня Бурбон, герцогиня Орлеанська і граф Тулузи на знак поваги до матері, що померла, відмовилися від участі в подіях королівського двору. Старший позашлюбний син, герцог Менський, прийняв позицію короля і насилу приховував радість з приводу звістки про смерть матері. Треба відзначити, що він завжди вважав для себе більшою матір'ю, що виховала його мадам Ментенон .
Сама мадам Ментенон, дізнавшись про смерть Франсуази-Атенаїс, за деякими джерелами, важко переживала цю звістку. Саме Франсуаза допомогла їй потрапити до королівського двору, довіривши виховання своїх позашлюбних дітей, що дозволило тій привернути до себе значну увагу короля.

## Зовнішній вигляд та особливості характеру

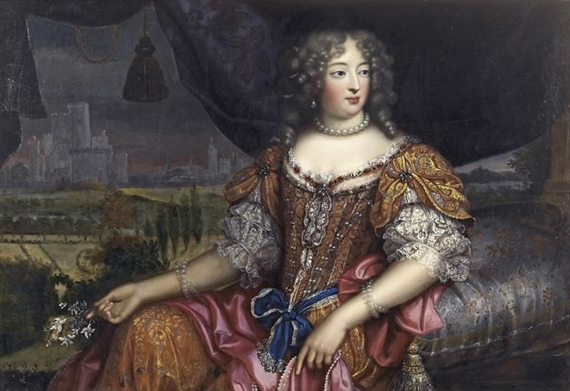
Портрет пензля П'єра Міньяра (бл. 1670)

Відповідно до норм тієї епохи Франсуаза вважалася «напрочуд красивою». У неї були великі блакитні очі, довге, густе золотисте волосся, що кучерявими кучерями спадало по плечах, і пишна чуттєва фігура. «Маючи несподівану красу богині, шовковисте та кучеряве світле волосся, блакитноокий погляд, тонкі вуста, орлиний носик, вона в той же час мала жвавий і проникливий розум, сімейну дотепність Мортемарів, що передається у спадок у цьому сімействі». Вона була уїдливою, але не злісною, приємною оповідачкою. Прийнято вважати, що мадам Монтеспан піднімала на сміх багатьох людей, аби лише потішити короля. Однак не можна сказати, що її іронічні глузування залишалися без наслідків, придворні побоювалися їх. Головним чином, придворні намагалися не ходити перед вікнами палацу, коли Людовик XIV перебував у товаристві Франсуази; такі прогулянки називалися «розстрілом»  .
Її характер відрізнявся божевіллям і прискіпливістю і, водночас, вона була досить привабливою, щоб отримувати все, що вона бажала. Франсуаза була дорогою та чудовою, як сам Версальський палац . У неї були великі колекції дорогоцінного каміння, і вона була дуже розбірлива щодо якості каменів, повертаючи їх назад у разі відхилення від її стандарту. У свій час у неї було прізвисько Quanto («Скільки коштує» італійською). Внаслідок своєї любові до їжі і через безліч вагітностей, до сорока років вона набрала зайву вагу, і вона стала відразливо огрядною.

## Позашлюбні діти від Людовика XIV
Фактично король Людовік і маркіза де Монтеспан мали семеро дітей. Зрілого віку досягло четверо з них:
- Перша дитина, залишена в таємниці (1669—1672); за деякими джерелами, це була донька Луїза-Франсуаза, за іншими — хлопчик без імені (біографія J.-Ch. Petitfils),
- Луї-Огюст де Бурбон, герцог Менський (1670—1736), був одружений з Ганною Луїзою Бенедиктою, донькою першого принца крові Генріха III, принца Конде (проти її волі),
- Луї-Сезар де Бурбон[fr], граф де Вексен, настоятель абатства Сен-Жермен-де-Пре (1672—1683),
- Луїза Франсуаза де Бурбон, Мадмуазель де Нант (1673—1743), дружина Людовіка III Бурбон-Конде, герцога де Бурбон, 6-го принца Конде ,
- Луїза Марія Анна де Бурбон, Мадмуазель де Тур (1674—1681),
- Франсуаза-Марія де Бурбон, друга Мадмуазель де Блуа (1677—1749), дружина Філіппа II Орлеанського (що згодом став регентом Франції),
- Людовик-Александр де Бурбон (1678—1737), граф Тулузи .

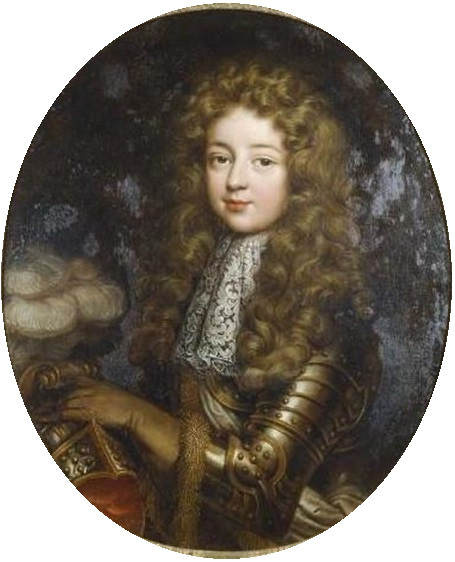
Луї-Огюст де Бурбон (1670-1736) у віці близько 10 років
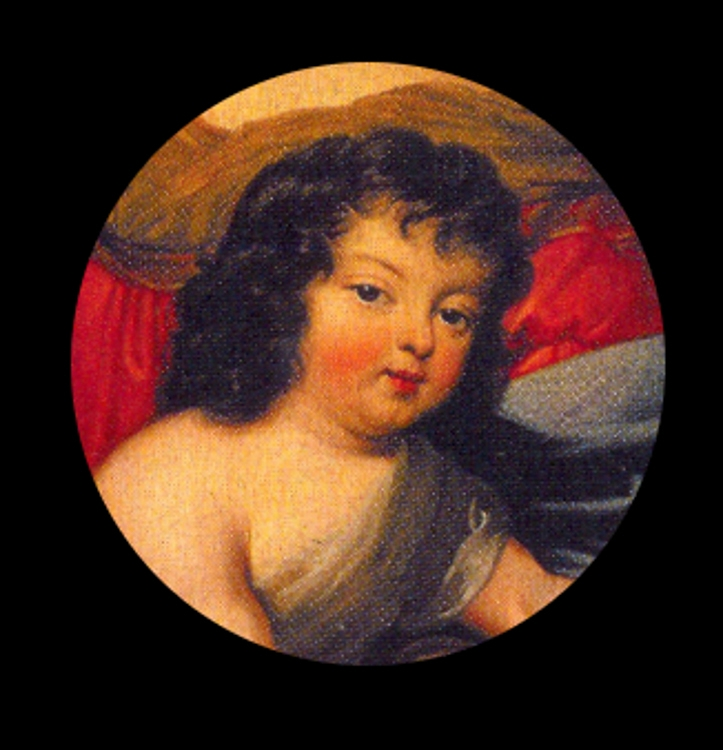
Луї-Сезар де Бурбон (1672-1683)
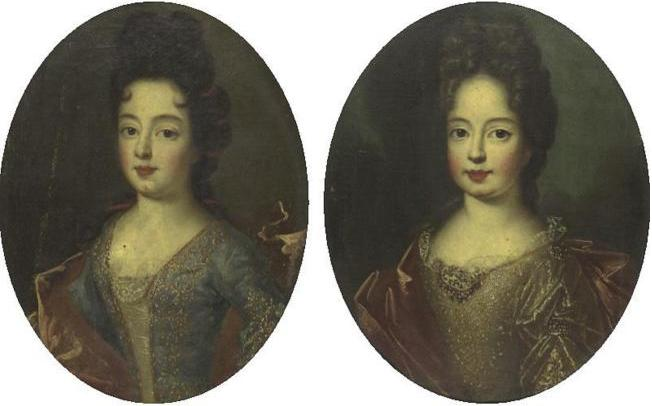
Франсуаза-Марі де Бурбон (1677-1749) та Луїза Франсуаза де Бурбон (1673-1743)
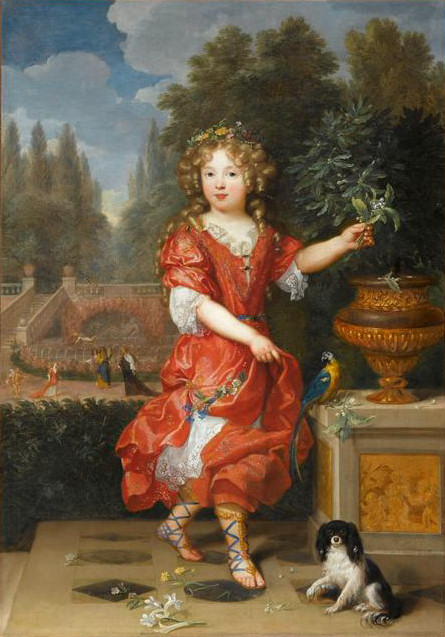
Луїза Марія Анна де Бурбон (1674-1681)
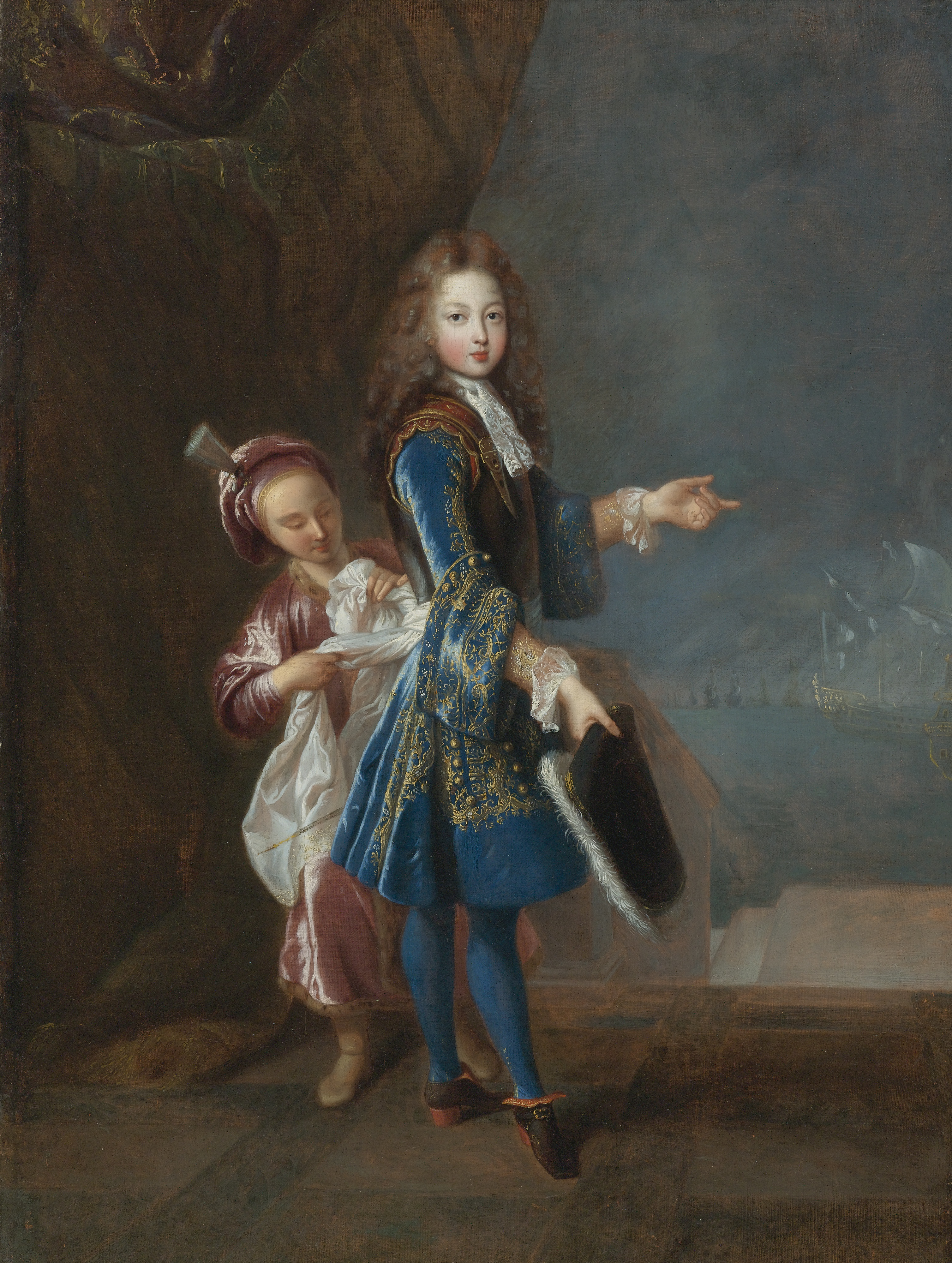
Людовик-Александр де Бурбон (1678-1737)

## Спадщина

### Орлеанський дім (четверте створення)
Через трьох своїх дітей — Луїзу Франсуазу, Франсуазу-Марію та Луї-Александра — мадам Монтеспан є основоположником сучасного Орлеанського будинку та предком його сучасного глави Генріха Орлеанського, графа Паризького.
З нею пов'язані сучасні династії Браганського дому (королевський рід Португалії та Бразилії), домо Есте, Габсбургів-Есте, а також Савойська династія, головним чином через онуку Шарлотту Аглаю Орлеанську (донька Франсуази-Марії).
Король Француз Луї-Філіпп I був праправнуком Франсуази-Марії. А через старшу дочку Луї-Філіппа, Луїзу Марію Орлеанську дружину короля Бельгії Леопольда I, мадам Монтеспан є предком сучасного короля Бельгії Альберта II, а також його племінника, сучасного Великого герцога Люксембурга Анрі .
Через сина Луї-Філіппа Фердинанда Філіпа вона також має споріднений зв'язок з Іспанським королівським домом та його главою, королем Іспанії Хуаном Карлосом I. Через четверту дочку Луї-Філіппа, принцесу Клементину Орлеанську дружину племінника Леопольда принца Августа Саксен-Кобург-Готського, вона також може вважатися предком сучасного претендента на трон Болгарії, короля Симеона II.

### Палац Кланьї

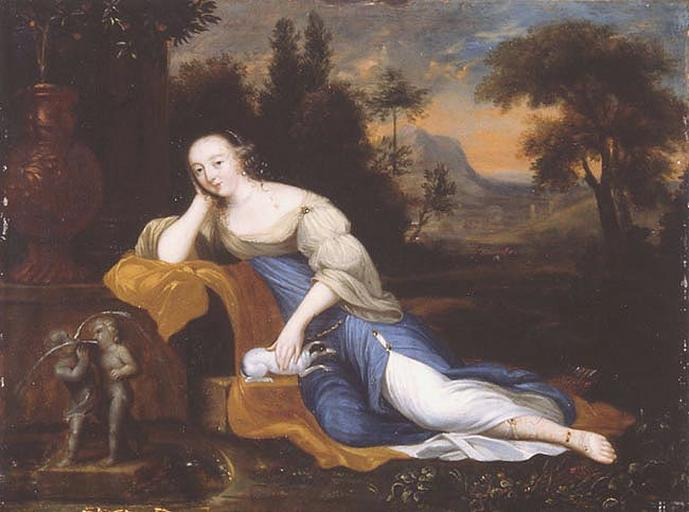
Вільний крій одягу мадам Монтеспан (портрет Міньяра, Версаль)

Палацово-парковий комплекс шато Кланьї був зведений у Версалі між 1674 і 1680 роками за проєктом Першого королівського архітектора Жуля Ардуен-Мансара на північ від Версальського палацу на землях, куплених королем Людовіком XIV у 1665 році. Мадам де Севіньє писала, що над його спорудженні працювало 1200 робітників, а кошторис становив не менше двох мільйонів «ліврів» . Королівський ландшафтний архітектор Андре Ленотр створив сади, звернені до величного Версальського палацу, зменшеною копією якого був палац Кланьї . Окрім іншого, шато Кланьї було відоме своєю галереєю. У 1685 році, одночасно з переселенням мадам Монтеспан до Банного кабінету Версаля, Людовик XIV подарував їй цей чудовий палац, очевидно натякаючи на бажаність переїзду Франсуази з Версаля. Після смерті маркізи Кланьї перейшов до її старшого сина Луї-Огюста, який згодом передав його своєму синові також Луї-Огюсту . У нього не було нащадків і шато повернулося французькій короні в 1766 році, а в 1769 році палац було зруйновано.

### Порцеляновий Тріанон
У початковий період своїх стосунків Людовик XIV розпорядився побудувати у відокремленому куточку Версальського парку павільйон для втіх з мадам Монтеспан, який отримав назву Фарфоровий Тріанон . Він був оточений садами і був побудований на місці селища Тріанон . Цей хутір був поруч із Версальським палацом і Людовик викупив ці землі та зніс церкву та інші споруди. Павільйон замислювався як притулок для пари закоханих. Через крихкість фаянсових плиток, використаних в обробці його стін, павільйон Фарфоровий тріанон був знесений в 1687 році і на його місці збудували палац Великий Тріанон з піренейського рожевого мармуру .

### Мода
За королівського двору жінки повторювали шикарний стиль одягу мадам Монтеспан; її сукні найчастіше були вільного крою, які не облягають і не стискають рухів. Така свобода крою дозволяла їй вільно переміщатися в періоди її численних вагітностей. Королева Марія Терезія безуспішно намагалася повторювати її зачіску з метою привернути увагу короля. Згодом, навіть після того, як мадам Монтеспан залишила двір, модниці намагалися копіювати її вбрання.

### Королівський двір

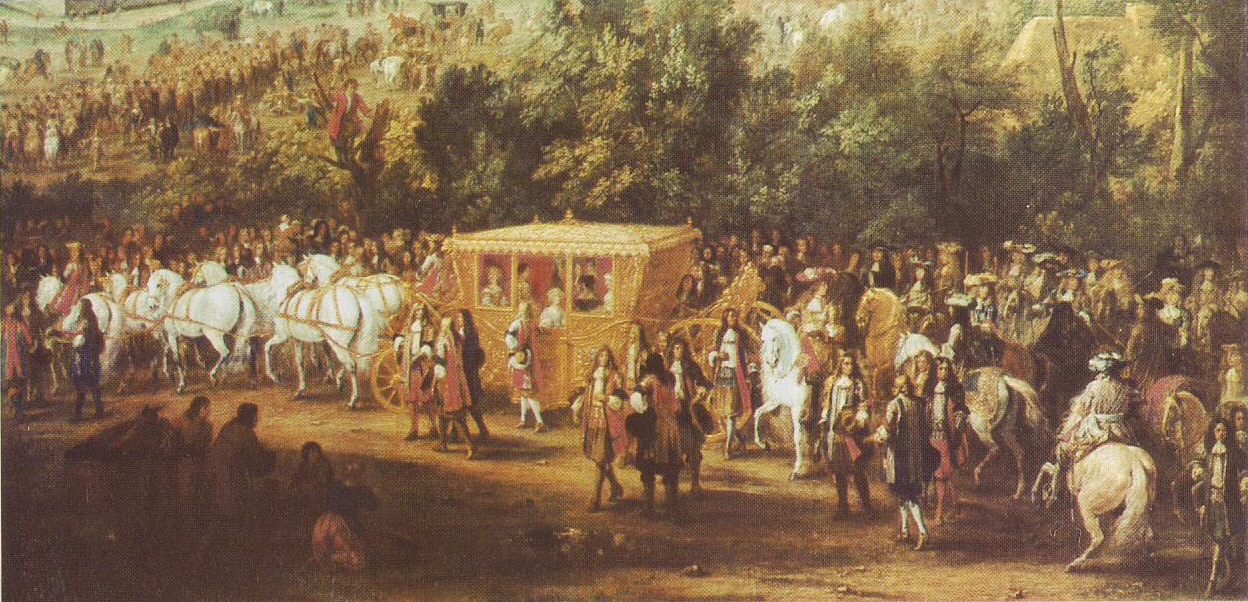
Французький двір під Аррасом у 1667 році

Будучи офіційною фавориткою короля, мадам Монтеспан зазвичай запрошувалася до королівського двору, що супроводжував монарха, наприклад, під час воєн проти голландців чи австрійців. На картині фламандського художника Ван дер Мейлена, який часто супроводжував короля Людовика XIV у його походах, представлена процесія королівського двору біля Арраса в 1667 році в ході Деволюційної війни .
У кареті знаходиться мадам Монтеспан (блондинка в середині); Крім неї місця в кареті займають Генрієтта Стюарт, кузина короля Велика Мадемуазель, королева Марія Терезія, а також старша сестра мадам Монтеспан, Габріела. Вершник у червоному капелюсі позаду карети — король Людовик XIV ; його молодший брат Філіпп зображений у синьому, правіше за короля.

## У мистецтві

### У художній літературі
- Мадам Монтеспан — є одним із персонажів серії " Анжеліка " Анн та Сержа Голон (1960).
- Мадам де Монтеспан є одним із персонажів роману Александра Дюма "«Королівська алея: спогади Франсуази д'Обіньє, маркізи де Ментенон, подружжя короля Франції», де мадемуазель де Тонне-Шарант представлена однією з фрейлін принцеси Генрієти Англійської та близької подругою фаворитки короля Луїзи де Лавальєр.
- Як персонаж вона присутня у романі Артура Конан Дойля «Вигнанці».
- Є одним із персонажів роману Франсуази Шандернагор Королівська алея: спогади Франсуази д’Обіньє, маркізи де Ментенон, подружжя короля Франції»[en].
- Є одним із центральних персонажів у романі Георга Хільтля[de] «Небезпечні шляхи».

### В театрі
- Мадам Монтеспан є дійовою особою у п'єсі Віктор'єна Сарду L'Affaire des poisons (1907).
- Є одним із персонажів французького мюзиклу " Король-Сонце " (2005).

### У кіно
- У французькому фільмі «Справа про отрути» (1955) роль мадам де Монтеспан виконала Даніель Дарр'є.
- У фільмі "Анжеліка і король" (Франція, Німеччина, Італія, 1965) роль мадам де Монтеспан виконала актриса Естелла Блен.
- « Шлях короля» (Франція, 1996), режисер Ніна Компанеєць, у ролі маркізи де Монтеспан Валентина Варела[fr].
- У кінострічці «Ватель» (2000) роль мадам де Монтеспан грала актриса Марін Дельтерм.
- У фільмі « Версальський роман» (2014) роль мадам де Монтеспан виконала Дженніфер Ель.
- У серіалі Версаль (2015—2017) роль мадам де Монтеспан зіграла Анна Брюстер.

### У музиці
- Madame de Montespan — назва музичного гурту з Парижа, який існував у 2007—2010 роках.[17]